# Разцепване (психоанализа)
Вижте пояснителната страница за други значения на Разцепване.
Разцепването (или като разцепление) може да бъде обяснено като мислене в крайности като например добро срещу лошо, силно срещу слабо и така нататък. Разцепването може да се разглежда като стадий на развитие и като защитен механизъм.
Разцепването е за първи път описано от Пиер Жане. Той отначало въвежда термина разцепването в своята книга „L'Automatisme psychologique“. Зигмунд Фройд също работи върху обяснението на тази идея, и по-късно тя е описана по-точно от неговата дъщеря Ана Фройд.

## Разцепването като стадий на развитие

### Мелани Клайн
В своята теория на обектните отношения, Мелани Клайн постулира, че децата се раждат с два основни нагона: любов и омраза. Всички човешки борби по време на техния живот те интегрират и двата нагона в конструктивни социални взаимодействия и важна стъпка в детското развитие е постепенната деполаризация на тези два нагона. Според Клайн тази стъпка е наречена параноидно-шизоидна позиция.
Разцепването се свързва с разделянето на неща, които децата обичат (добро, обекти, доставящи удоволствие) и неща, които децата мразят (лошо, фрустриращи обекти). Клайн нарича свързва тези неща с добрата гърда и лошата гърда. Детето вижда гърдите не само като различни и отделни, но и противоположни, макар те всъщност да са обединени поради това че и двете принадлежат на една майка. Когато детето научи, че тези хора и обекти могат да бъдат добри или лоши в същото време, той или тя стига до следващата фаза: депресивната позиция.

### Ото Кернберг
В модела на развитие на Ото Кернберг преодоляването на разцепването е също важна задача на развитието. Детето има да учи да интегрира чувствата на любов и омраза. Кернберг разделя три различни стадия на развитие на детето с отношение към разцепването:
- Първи стадий: детето не преживява себе си и обекта, нито доброто, нито лошото са диференцирани цялости.
- Втори стадий: доброто и лошото се виждат като различни. Тъй като границите между него (детето) и другите още не е стабилна, на другия като личност е гледано или като изцяло добър или като изцяло лош, в зависимост от действията си.
- Трети стадий: разделянето е разрешено и собствената личност и другите се виждат като притежанащи и добри и лоши качества. Щом има мисли на омраза към другите, това не означава, че личността е изцяло мразеща и че другата личност е изцяло омразна.

## Разцепването като защитен механизъм
Ако личността се провали в тази задача на развитието, може да се развие гранична патология. Граничната личност не е способна да интегрира добри и лоши образи, и за себе си, и за другите. Кернберг още твърди, че хора, които страдат от гранично персонално разстройство имат „лошо изобразяване“, което доминира над „доброто изобразяване“. Това ги кара да изпитват перверзни и насилствени качества аспекти на любов и сексуалност, които не могат да се интегрират с нежната, интимната страна на взаимоотношенията .
Хора, които са диагностицирани с Нарцистично личностно разстройство също използват разцепването като централен защитен механизъм. Правят това, за да запазят самоуважението си. Правят това като гледат на себе си като на изцяло добри, а на другите като на изцяло лоши. Използването на разделянето също предполага и използването на други защитни механизми, а именно Обезценяване, Идеализация и Отричане..
Разцепването създава нестабилност във взаимоотношенията, защото на един човек може да бъде гледано, или като на само добър, или като на само лош в различни ситуации, в зависимост от това дали той или тя задоволява нуждите или ги фрустрира.
Следователно терапевтичния процес може да бъде изключително възпрепятстван от колебания, защото терапевта също може да стане жертва на разцепването. За да се преодолеят негативните ефекти в лечението са нужните постоянните интерпретации на терапевта..